# Кітс-Коуті
Дім Кітс-Коуті, або просто Кітс-Коуті, англ. Kit's Coty (House) - умовна назва решток неолітичного камерного каїрна на пагорбі Блу-Белл поблизу Ейлсфорда в англійському графстві Кент. За своєю конструкцією відноситься до медуейських мегалітів.
Попри те, що пам'ятник дуже зруйнований спочатку орними роботами, а пізніше вандалами, досі зберігся вражаючий вхід до гробниці. Він складається з трьох вертикальних валунів ортостатів, на яких лежить горизонтальна плита, заввишки три метри. Швидше за все, він був розташований з одного кінця орієнтованого зі сходу на захід довгого кургану, що йде на 70 метрів у глибину. Ще один камінь на майданчику, званий генеральським Каменем або генеральською Гробницею, був зруйнований в 1867 році, і міг також належати до споруди. Вільям Стьюклі відвідав пам'ятник в 1722 році і зміг замалювати об'єкт, поки він ще перебував у відносній цілісності. До нього, Семюел Піпс також оглянув будівлю і написав:
```
Три величезних камені стоять вертикально, а ще один величезний округлий лежить поверх них, великі за розміром, хоча і не такі великі, як знайдені на рівнині Солсбері (Англія). Безсумнівно, це предмет великої історичної цінності, і я надзвичайно радий побачити його
.
```

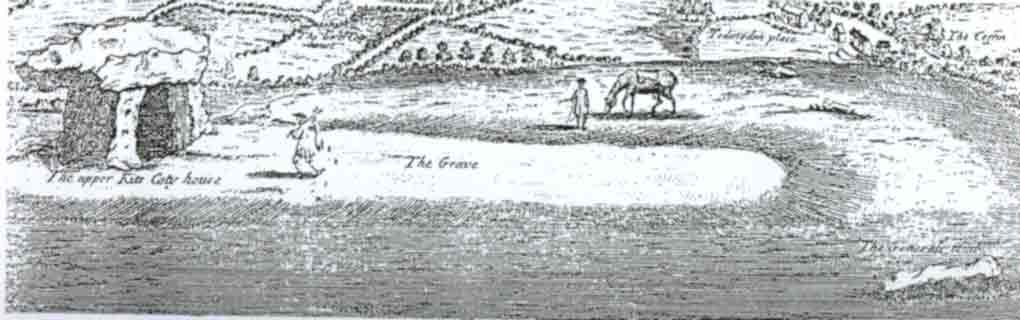
Зображення Стьюклі 1722 року, показано Кітс-Коуті з ще помітними залишками довгого кургану і написом «Гробниця»

У 1854 році пам'ятник був вивчений Томасом Райтом (англ. Thomas Wright), який виявив примітивні керамічні вироби під камінням, а пізніше, при розкопках в 1936 році, на прилеглих полях було також виявлено черепки часів неоліту. При ритті котловану в 1956 році, був виявлений замулений рів, що оточує південну частину пам'ятника, і ще кілька каменів, які були вдавлені в мул при частковому обваленні пам'ятника. У ході археологічних розкопок, що передували риттю тунелю High Speed 1, що пролягає неподалік, були виявлені руїни довгого будинку часів неоліта.
У 1885 році Кітс-Коуті став одним з перших об'єктів, внесених до Каталогу Пам'ятників Старовини ( en: Scheduled Ancient Monument), а металевою огорожею він був обнесений кількома роками пізніше за пропозицією Августуса Пітта Ріверса (англ. Augustus Pitt Rivers). Оскільки огороджена була тільки мегалітична частина кургану, довгий земляний курган так і продовжували орати, а неприкриті камені фермери звалювали в ближній лісовий масив, де утворився насип, який ще проглядався до середини XX століття, але зник до сьогодення.
Цей пам'ятник відомий, як поховання Катігерна (Catigern), брата Вортімера і сина Вортігерна (Vortigern), що послідував за битвою з Саксонським Хорсом в середині п'ятдесятих років нашої ери - згідно з Англосаксонською хронікою вона відбулася в 455 р. н.е. У 1947 році один з бічних каменів був вилучений.
Пам'ятник Countless Stones, також відомий як Малий Кітс-Коті-Хаус, лежить в 450 метрах на південь.